# Abalgamasz

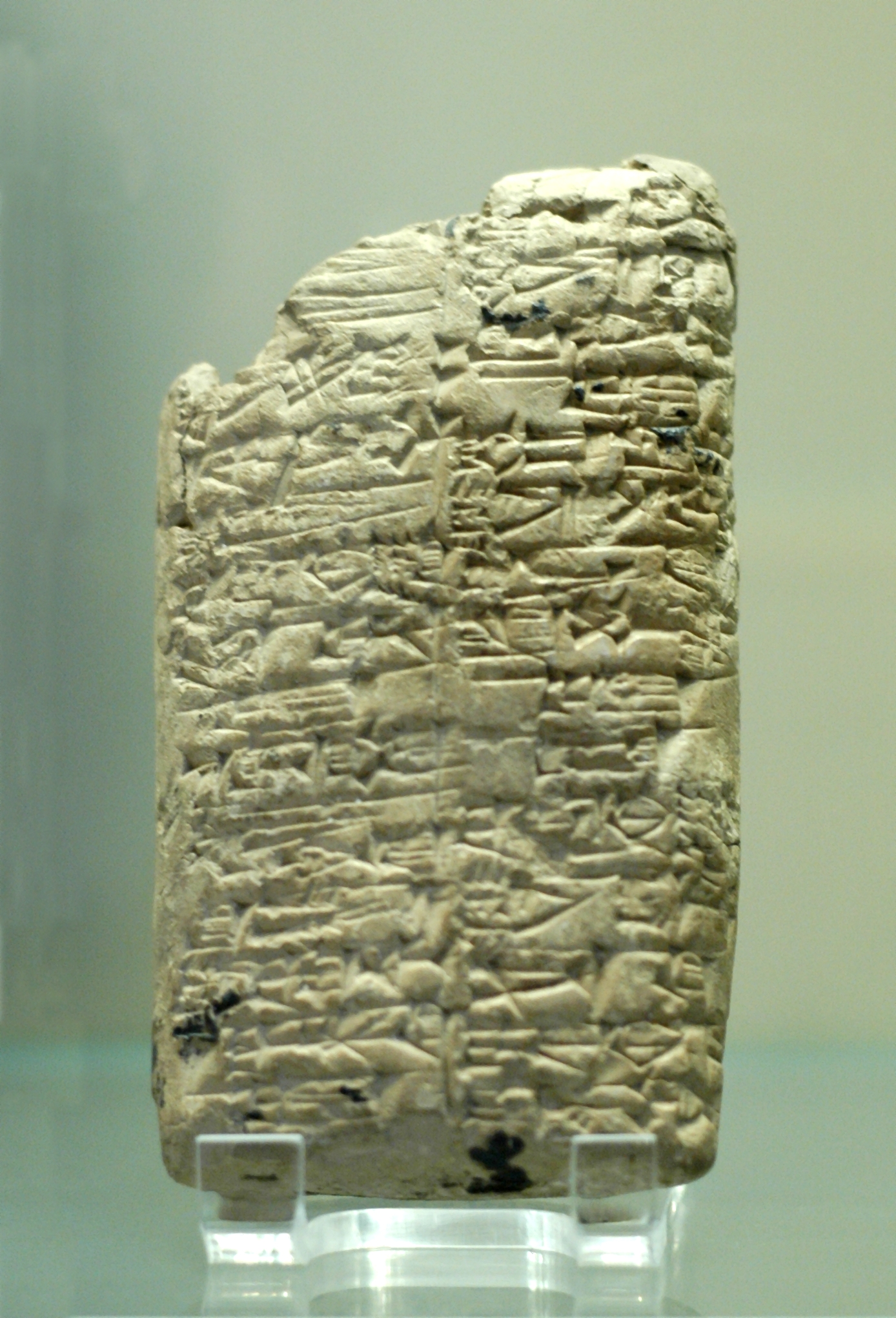
Gliniana tabliczka z tekstem wyliczającym zwycięstwa Rimusza nad Abalgamaszem, królem Warahsze, oraz miastami elamickimi; zbiory Luwru (AO 5476)

Abalgamasz (XXIII w. p.n.e.) – król Warahsze, regionu położonego na północ od Elamu. Wraz z Hiszep-ratepem, królem elamickim, zbuntował się on przeciw akadyjskiemu królowi Rimuszowi. Rimusz w odpowiedzi najechał Elam i w wielkiej bitwie pokonał buntowników biorąc ok. 4000 jeńców i wielkie łupy, w tym duże ilości złota i miedzi. 